# مقاطعه جرش
مقاطعه جرش (به عربی: مقاطعة جرش) یک منطقهٔ مسکونی در اردن است که در استان جرش واقع شده‌است.